# 卡拉梅之戰
卡拉梅之战（阿拉伯语：‎）是埃以消耗战争期間的1968年3月21日，以色列國防軍与巴勒斯坦解放組織和约旦武装部队在约旦边境城镇卡拉梅爆發的衝突。衝突持續15小时。 
第三次中东战争後約旦河西岸地區被以色列佔領，巴勒斯坦敢死隊将總部搬遷至卡拉梅，而且加大对以色列的攻击力度。以色列国防军決定摧毁卡拉梅的敢死队营地，并打算抓捕巴勒斯坦解放組織领导人亚西尔·阿拉法特。以色列不滿约旦支持巴勒斯坦敢死隊，因此決定同時報復約旦。 3月21日黎明，一支以色列部队在战斗机的支援下对卡拉梅发动攻击。以色列方面本以为约旦军队不會参与战斗，但結果並非如此。经过一天的战斗，以色列撤退，不過以色列摧毁了卡拉梅营地的大部分地区，并俘虏了大约140名巴勒斯坦解放組織成员。 
双方均宣告胜利。以色列声称成功摧毁了卡拉梅营地。 约旦和巴勒斯坦解放組織声称对以色列造成了较大伤亡，卡拉梅當地至少有三名阵亡的以色列士兵尸體以及几辆受损的以色列车辆和坦克，随后约旦军队在安曼舉行勝利游行。  联合国安理会還通過了第248号决议，该决议谴责以色列违反停火協議及过度使用武力。 
阿拉伯世界對此次戰鬥給予高度評價，此后阿拉伯国家對约旦的巴勒斯坦敢死队的支持力度有所增加。然而随着巴勒斯坦解放組織的力量逐步增强，敢死队开始打算推翻哈希姆家族在約旦的統治，結果敢死隊与约旦当局的关系日益紧张，最终导致1970年约旦内战爆發，巴勒斯坦武裝被驱逐到黎巴嫩。